# Angèle Hug
Angèle Hug (n. 30 iulie 2000, Guilherand-Granges, Rhône-Alpes, Franța) este o canoistă ce a reprezentat Franța, medaliată olimpică. A participat la o ediție a Jocurilor Olimpice (2024) în care a câștigat două medalii de argint.